# Lutz Streun

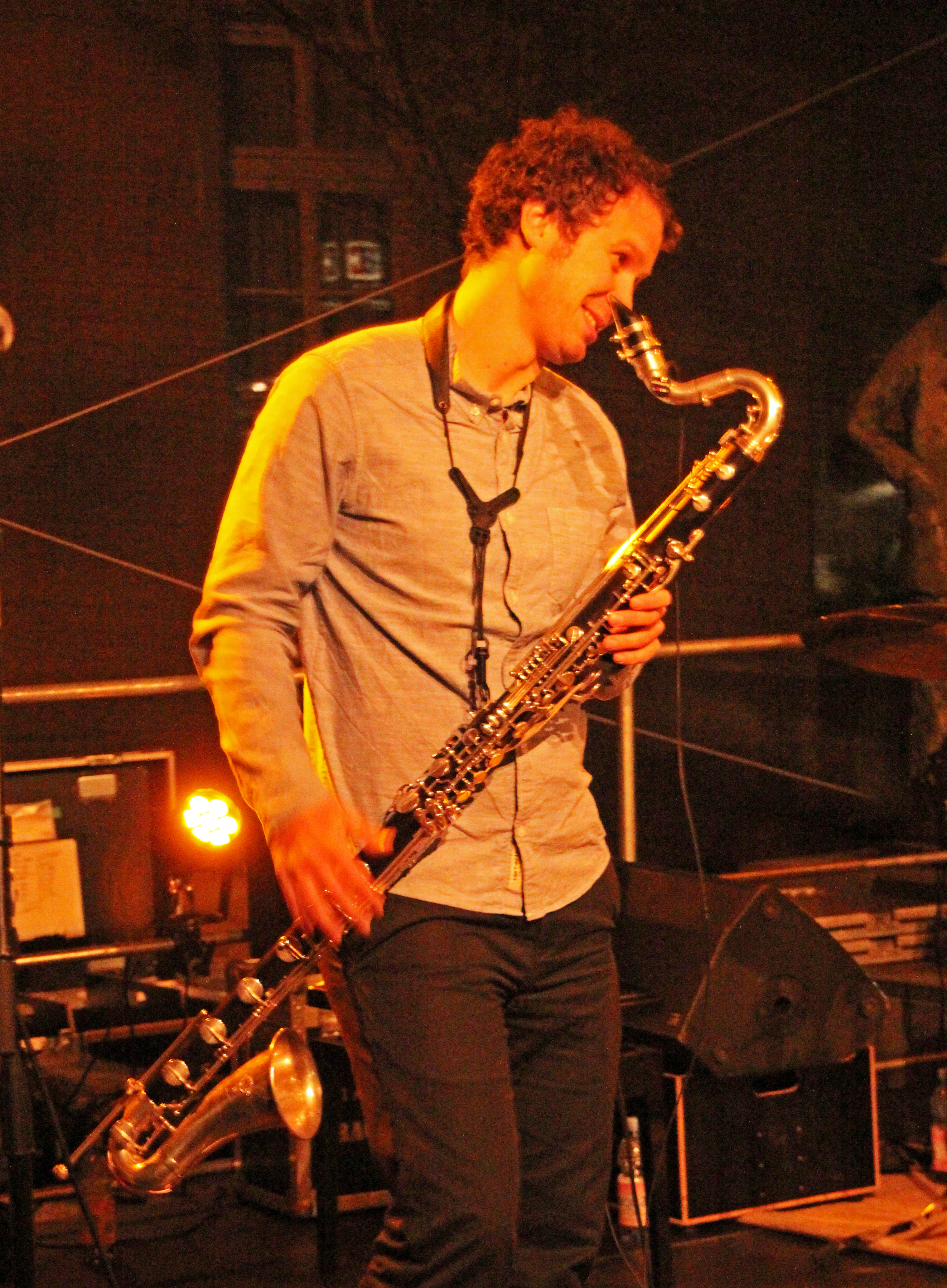
Lutz Streun (Jazztage Idar-Oberstein 2017)

Lutz Adrian Streun (* 1982 in Louis Trichardt) ist ein südafrikanisch-deutscher Jazzmusiker (Bassklarinette, Tenorsaxophon, Komposition).

## Leben und Wirken
Streun wuchs in Südafrika, Botswana und Somalia auf. Dann zog er mit seiner Familie nach Deutschland. Im Alter von 15 Jahren begann er mit dem Saxophonspiel. 1998 gründete er die Jazz- und Funkband Sindikaat. Von 2004 bis 2008 studierte er Jazz und Musikpädagogik am ArtEZ Konservatorium in Arnheim bei Frans Vermeerssen und Jörg Kauffmann. Er spezialisierte sich zunehmend auf die Bassklarinette.
Mit Matthias und Jan F. Kurth sowie Demian Kappenstein bildete Streun das Quartett Lautstark!4, das international tourte (Jazzwelten Dresden, Boskovice/Tschechien, Fête de la Musique Paris) und 2008 das Album Autark vorlegte. Gemeinsam mit Ramesh Shotham formten sie das Quintett Mahaphon Clang, das nach einer Indientournee 2015 das Album Mela Thing veröffentlichte.
Mit dem Posaunisten Til Schneider und dem Schlagzeuger Sebastian Winne gründete Streun das Trio Three Fall, das seit 2009 vier Alben vorlegte und durch Russland, China, Japan, Korea, Zentralasien und Spanien tourte. Bei JazzBaltica 2014 trat Three Fall gemeinsam mit dem JazzBaltica Ensemble auf.
Im Trio Bobby Rausch arbeitete Streun zusammen mit dem Baritonsaxophonisten Oleg Hollmann und zunächst Schlagzeuger Jürgen Meyer (alle drei auch an diversen Effektgeräten) in der Schnittmenge von Jazz und Hip-Hop und legte das Album Soap und die EP Hidden vor; Mit dem neuen Schlagzeuger Nico Stallmann erschien 2025 das zweite Album „Stones & Stars“.
Zudem ist Streun Mitglied im Rundfunktanzorchester Ehrenfeld, mit dem er regelmäßig in Jan Böhmermanns Show ZDF Magazin Royale auftritt und mit diesem auch auf Tournee war. Weiterhin hat er Theatermusiken im neuen theater Halle und mit Bobby Rausch den Soundtrack zum Dokumentarfilm System Error (2018) geschaffen. Er ist auch auf Alben mit dem RTO Ehrenfeld, mit Parfum Brutal und mit Le Commandant Couche-Tôt zu hören.
Mit Three Fall gewann Streun bei den Leverkusener Jazztagen 2009 den Future-Sounds-Wettbewerb. Weiterhin ist er als Musiklehrer tätig.

## Diskographische Hinweise
- Lautstark 4 Autark (JazzHausMusik 2008, mit Jan F. Kurth, Matthias Kurth, Demian Kappenstein)
- Three Fall Bomboclive (Konnex Records 2009)
- Mahaphon Clang Mela Thing (morgenland/Jazzwerkstatt 2016, mit Jan F. Kurth, Matthias Kurth, Demian Kappenstein, Ramesh Shotham)
- Three Fall & Melane Vier (Act Music 2017, mit Til Schneider, Melane Nkounkolo, Sebastian Winne)
- Bobby Rausch: Soap (2020)